# Gmina Crna Trava
Gmina Crna Trava (serb. Opština Crna Trava / Општина Црна Трава) – gmina w Serbii, w okręgu jablanickim. W 2018 roku liczyła 1219 mieszkańców.